# 察拉塔納納
察拉塔納納是馬達加斯加的城鎮，由貝齊博卡區負責管轄，位於該國中部，海拔高度350米，從事農業、畜牧業和服務業的人口分別佔65%、33%和2%，主要農產品有稻米、香蕉和木薯，2001年人口約18,000。
16°47′50″S 47°39′10″E / 16.79722°S 47.65278°E